# تب یخ‌زده
تب یخ‌زده (به انگلیسی: Frozen Fever) یک فیلم پویانمایی رایانه‌ای کوتاه آمریکایی ساخته استودیوی والت دیزنی است.

## خلاصه
یک سال پس از وقایع انیمیشن یخ زده ۱، ملکه السا می خواهد برای خواهر کوچکترش ،آنا، یک جشن تولد عالی برگزار کند و از کریستوف و گوزن او ،سون، و آدم برفی دوست داشتنی اولاف کمک می گیرد تا مطمئن شود جشن به بهترین شکل ممکن برگزار می شود. 
السا به علت سرماخوردگی اش، قدرت طبیعت را به دست آورده که لباس آنا را به یک لباس با تم سبز و پر گل تبدیل می کند. السا هدایای زیادی برای آنا تهیه کرده که آن ها را در جاهای مختلفی قرار داده و آنا باید یک ریسمان را دنبال کند تا بتواند هدایای تولدش را پیدا کند.
در این ماجراجویی برای پیدا کردن هدایای تولد، علائم سرماخوردگی السا بیشتر می شود. با هر عطسه السا، ناخودآگاه چند آدم برفی کوچک ساخته می شود.
این آدم برفی های کوچک، شروع به خراب کردن تزئینات جشن تولد می کنند و کریستوف و سون سعی می کنند جلوی آنها را بگیرند ولی اولاف آنها را در آغوش می گیرد و آن ها را برادر کوچولوهای خود می نامد.در نهایت جشن به خوبی تمام می شود و آنا از السا مراقبت می کند تا سرماخوردگی اش زود بهتر شود.

## صداپیشگان
| نام صداپیشه     | نام صدا پیشه   | نام شخصیت به انگلیسی | نام شخصیت فارسی |
| --------------- | -------------- | -------------------- | --------------- |
| Kristen Bell    | کریستن بل      | Princess Anna        | پرنسس آنا       |
| Idina Menzel    | آیدینا منزل    | Queen Elsa           | ملکه السا       |
| Jonathan Groff  | جاناتان گروف   | Kristoff             | کریستوف         |
| Josh Gad        | جاش گَد         | Olaf                 | اولاف           |
| Santino Fontana | سَنتینو فونتانا | Prince Hans          | پرنس هانس       |
| Chris Williams  | کریس ویلیامز   | Oaken                | بلوطی           |
| Paul Briggs     | پل بریگز       | Marshmallow          | باد صبا         |

## انتشار
این انیمیشن کوتاه در ۱۳ مارس ۲۰۱۵ همراه با سیندرلا بر روی پرده های سینما رفت و در ۱۱ آگوست سال ۲۰۱۵ انتشار یافت.

## جستاره های وابسته
- منجمد (فیلم ۲۰۱۳)